# Praalgraven van Filips de Stoute, Jan zonder Vrees en Margaretha van Beieren
De praalgraven van Filips de Stoute, Jan zonder Vrees en Margaretha van Beieren bevinden zich in het Musée des Beaux-Arts in de Franse stad Dijon. Het museum is een deel van het paleis van de hertogen van Bourgondië. 
Het praalgraf van Filips de Stoute werd tussen 1386 en 1411 vervaardigd door Jean de Marville, Claus Sluter, Claus de Werve en hun ateliers. Oorspronkelijk was Filips afgebeeld met een harnas, dat men bij de restauratie van 1820 verving door een mantel. Alle attributen die de luister van het Huis Valois kracht moeten bijzetten zijn aanwezig: een kroon, een scepter, een cavaleriehelm versierd met fleur de lys, heraldiek en een leeuw, symbool van moed.
Het praalgraf van Jan zonder Vrees (zoon van Filips de Stoute) en Margaretha van Beieren is van de hand van Juan de la Huerta, later afgewerkt door Antoine Le Moiturier en gerealiseerd tussen 1443 en 1470. De zwarte marmer in de praalgraven komt uit de streek van Dinant.
Ze bevinden zich in de Grote Zaal dat vroeger diende als staatsievertrek. Vanaf de 17e eeuw wordt dit grote vertrek een zaal van de wacht. De praalgraven, oorspronkelijk in het kartuizerklooster van Champmol, zijn hier sinds 1827 tentoongesteld.

## Afbeelding van de zaal van de wacht

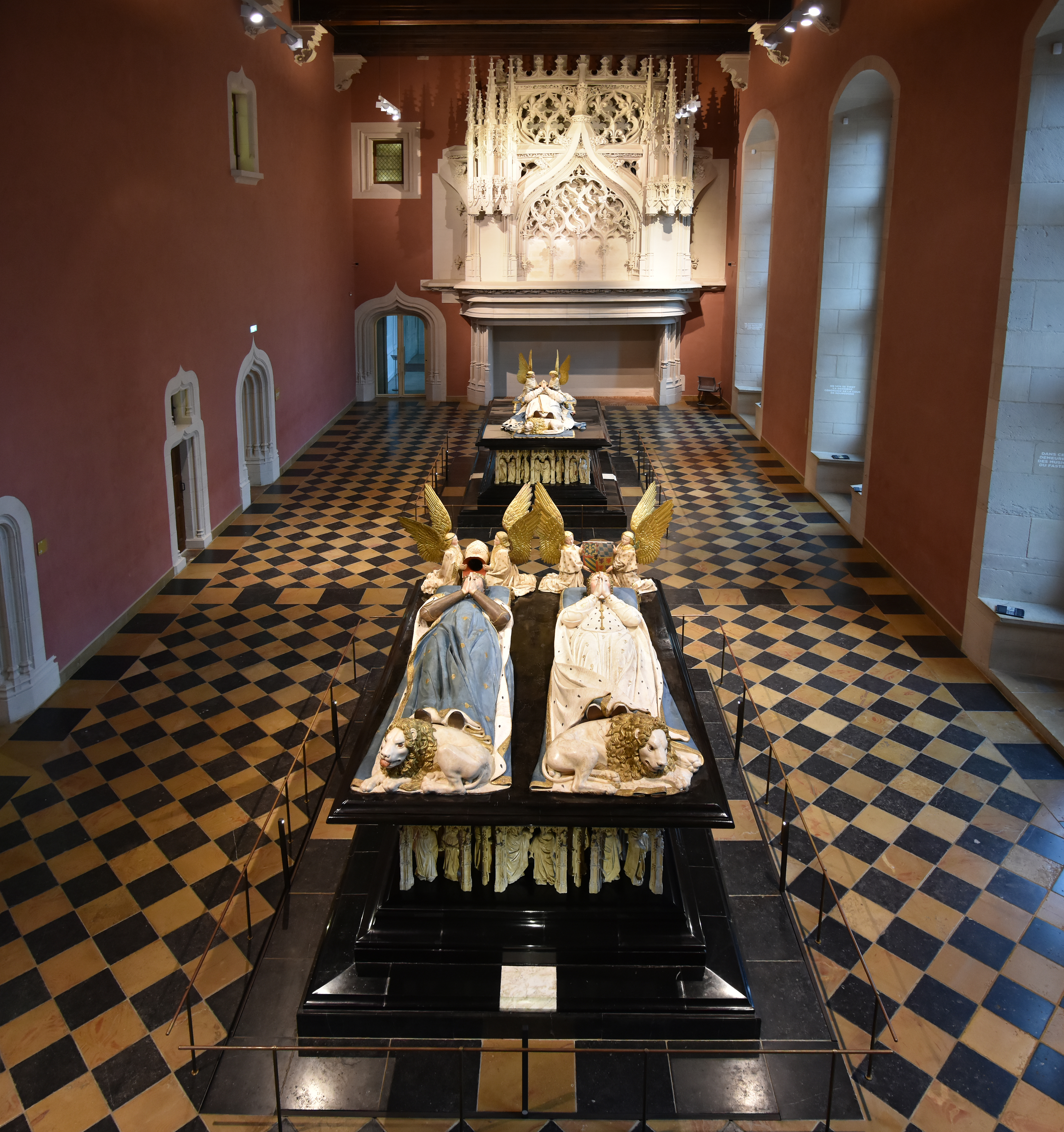
Praalgraven van Filips de Stoute (bovenaan), Jan zonder Vrees en Margaretha van Beieren

## Stichting van Champmol door Filips de Stoute
In 1384 besloot de toen 20-jarige hertog Filips de Stoute tot stichting van een kartuizerklooster aan de rand van Dijon. Het klooster kreeg de naam van de plek: Champmol. In zijn testament van 1386 besliste hij om er begraven te worden, in het habijt van een kartuizer. Hij in 1414 en zijn zoon Jan zonder Vrees in 1419 (samen met zijn vrouw Margaretha van Beieren) kregen hun laatste rustplaats in een praalgraf in het koor van de kloosterkerk. Ook Filips de Goede kreeg in 1474 zijn laatste rustplaats in Champmol.

## De praalgraven in de loop der tijden
Voor de constructie van de praalgraven trokken de hertogen kunstenaars en vaklieden aan uit Noord-Frankrijk, Vlaanderen en Holland. Jan zonder Vrees, maar vooral Filips de Goede zorgden voor bijkomende kunstwerken in de vorm van schilderijen om hun rustplaatsen luister te geven. Van de 16e tot de 18e eeuw bevestigden hun opvolgers, de Franse koningen de privileges van Champmol en bezochten het klooster. Eleonora van Oostenrijk (1498-1558) was er, de tweede echtgenote van de Franse koning Frans I en haar tante Margaretha van Oostenrijk die zich hier liet inspireren voor haar grafmonument in het Koninklijk klooster van Brou. Ook de Mozesput trok veel bezoekers.
Champmol en de praalgraven hadden te lijden van de onrust in Frankrijk tijdens de inval van de Zwitsers in 1513 en de godsdienstoorlogen in de 16e eeuw. Al bij al viel de schade mee. Wel werd er in de 17e en 18e eeuw verbouwd, ingrijpend vanaf 1770 tot de Franse Revolutie, om het klooster aan te passen aan de mode van de tijd en kunstwerken vervangen door werken van de tijd. Zoals zovele andere gebouwen in Europa was de Franse Revolutie rampzalig en moesten de kartuizers het klooster op 20 april 1791 verlaten. Tien dagen later werd het verkocht aan Emmanuel Crétet, die later minister werd in de regering van Napoleon I. Hij bouwde Champmol om tot luxueus buitenverblijf. Het klooster liet hij afbreken maar behield een aantal gebouwen voor zijn eigen gebruik en een aantal elementen om onder meer zijn tuin te verfraaien zoals de Mozesput. In mei-juni 1792 kregen de praalgraven en de zerken met de resten van de overledenen een plaats in de kathedraal van Dijon. Andere kunstwerken geraakten verspreid en zijn nog steeds niet allemaal teruggekeerd naar hun oorspronkelijke locatie. In 1819 restaureerde de architect Claude Saint-Père de praalgraven die vanaf 1827 in de zaal van de wacht werden opgesteld.

## Afbeeldingen

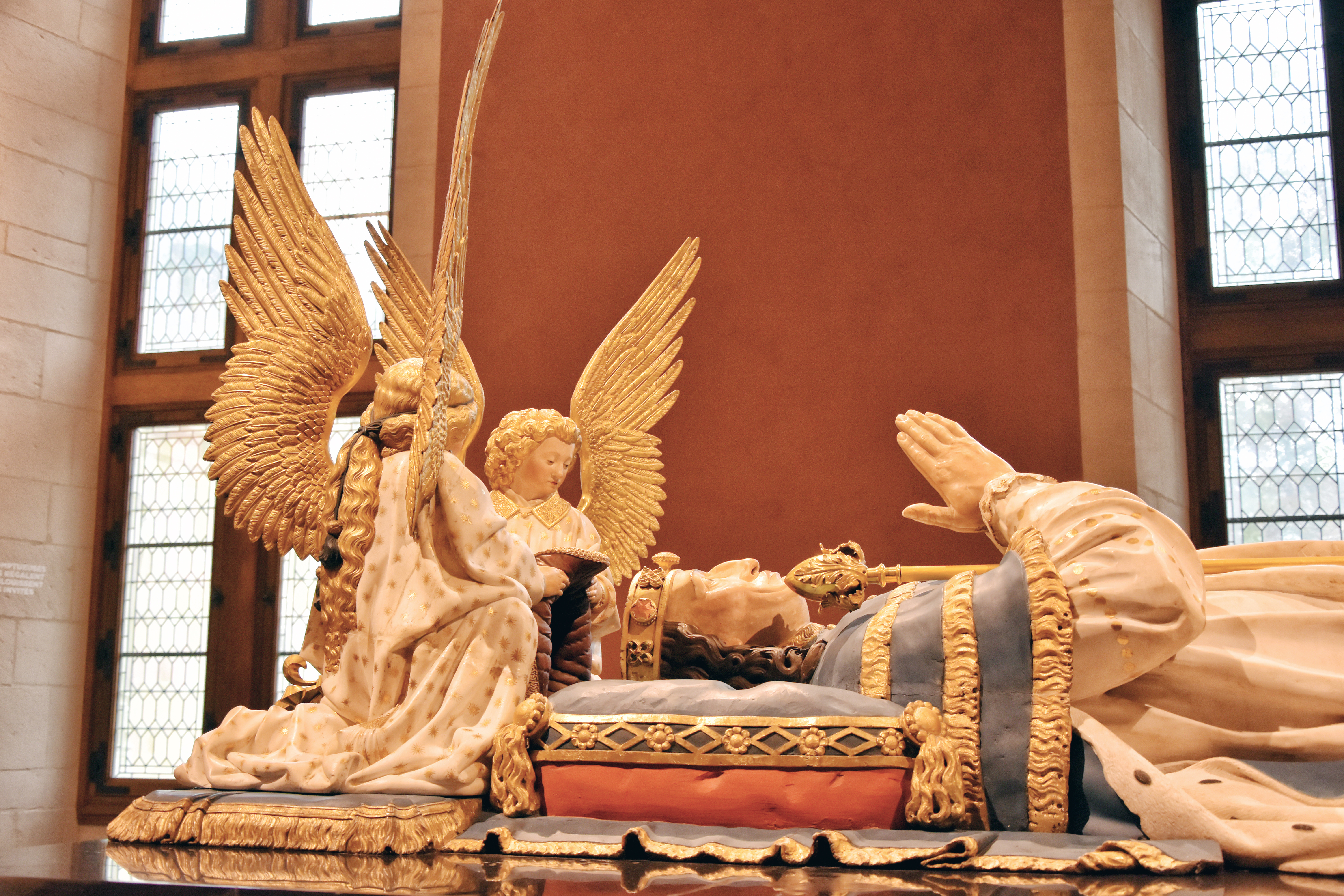
Detail van het praalgraf met Filips de Stoute
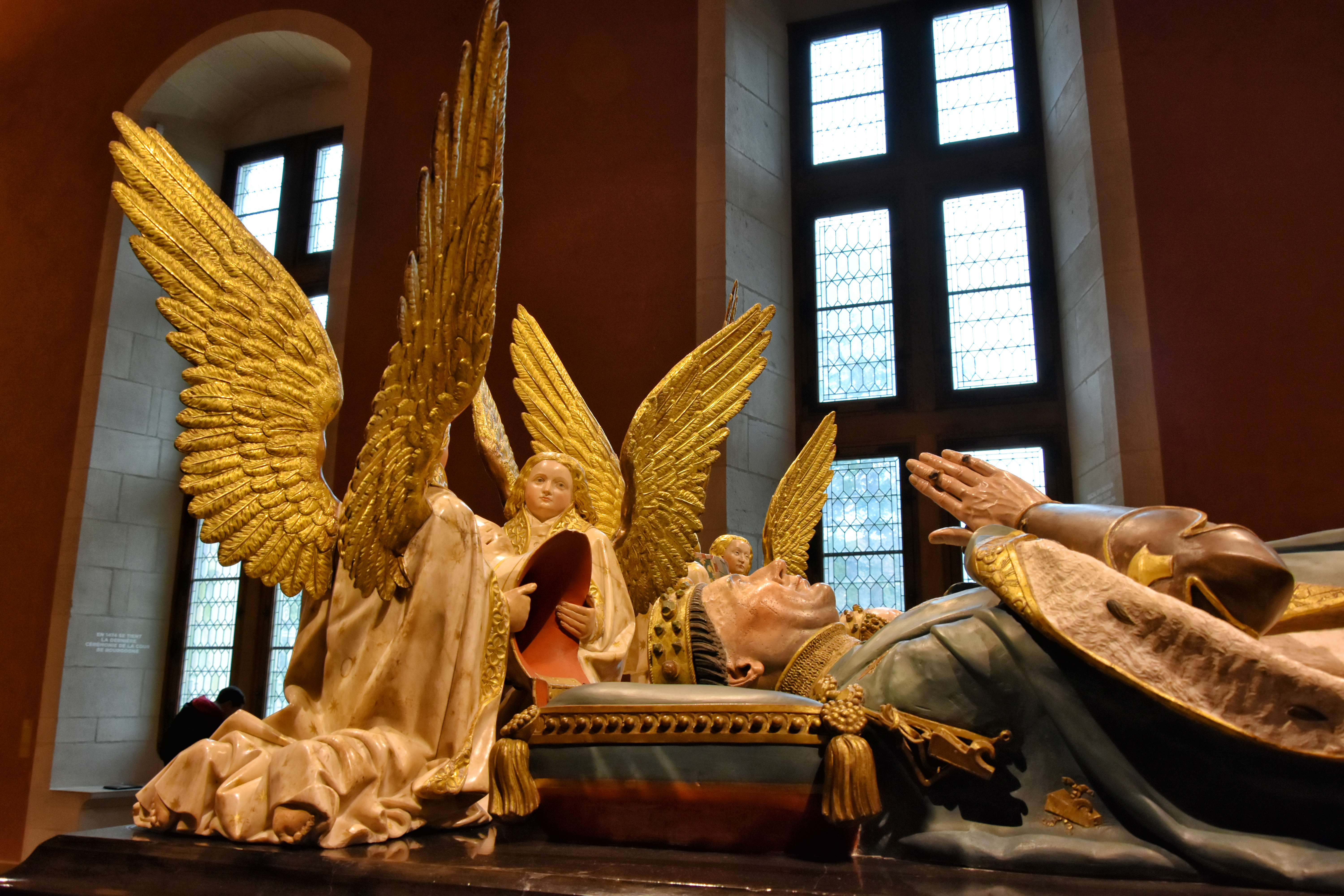
Detail van het praalgraf met Jan zonder Vrees
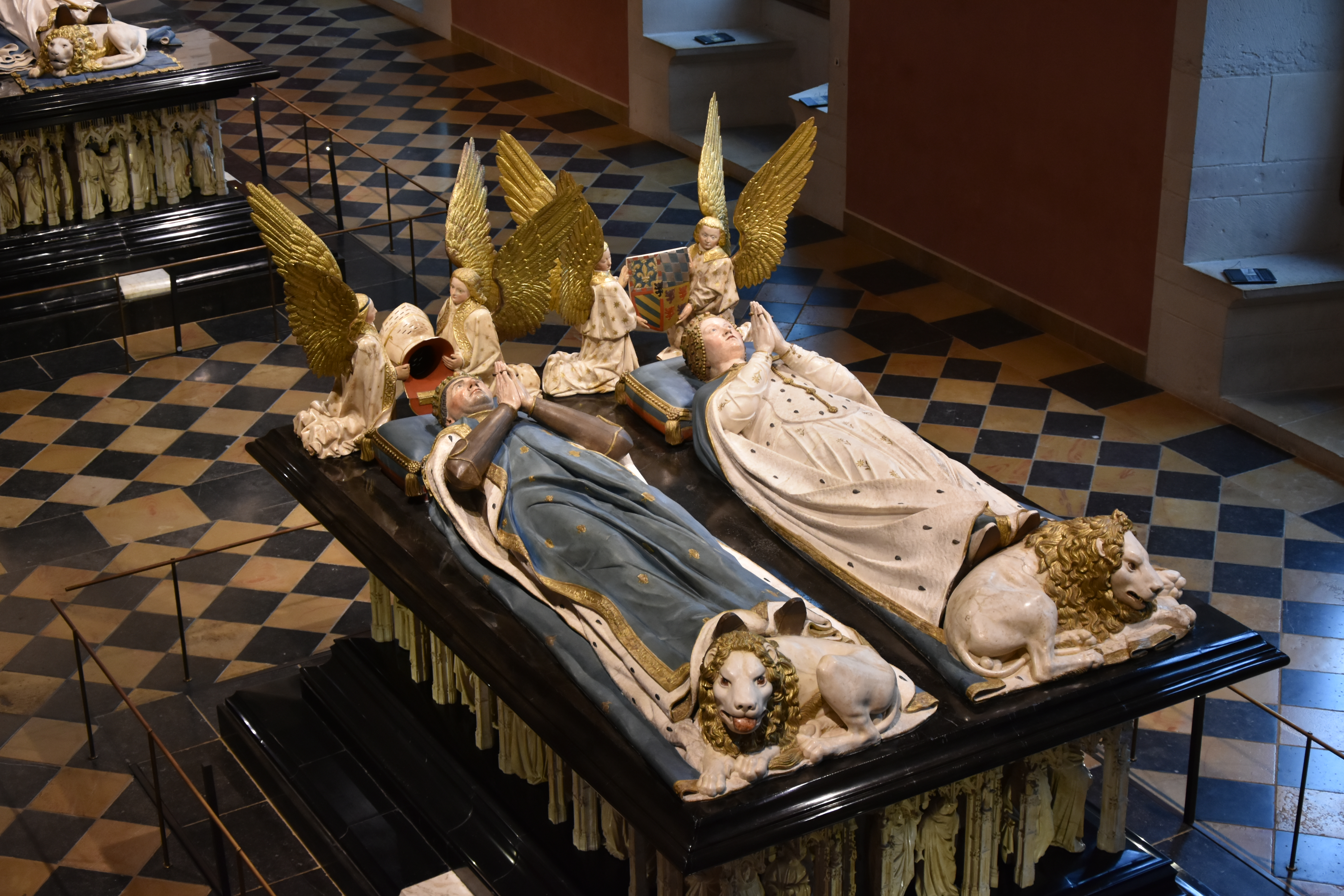
Het praalgraf van Jan zonder Vrees en Margaretha van Beieren
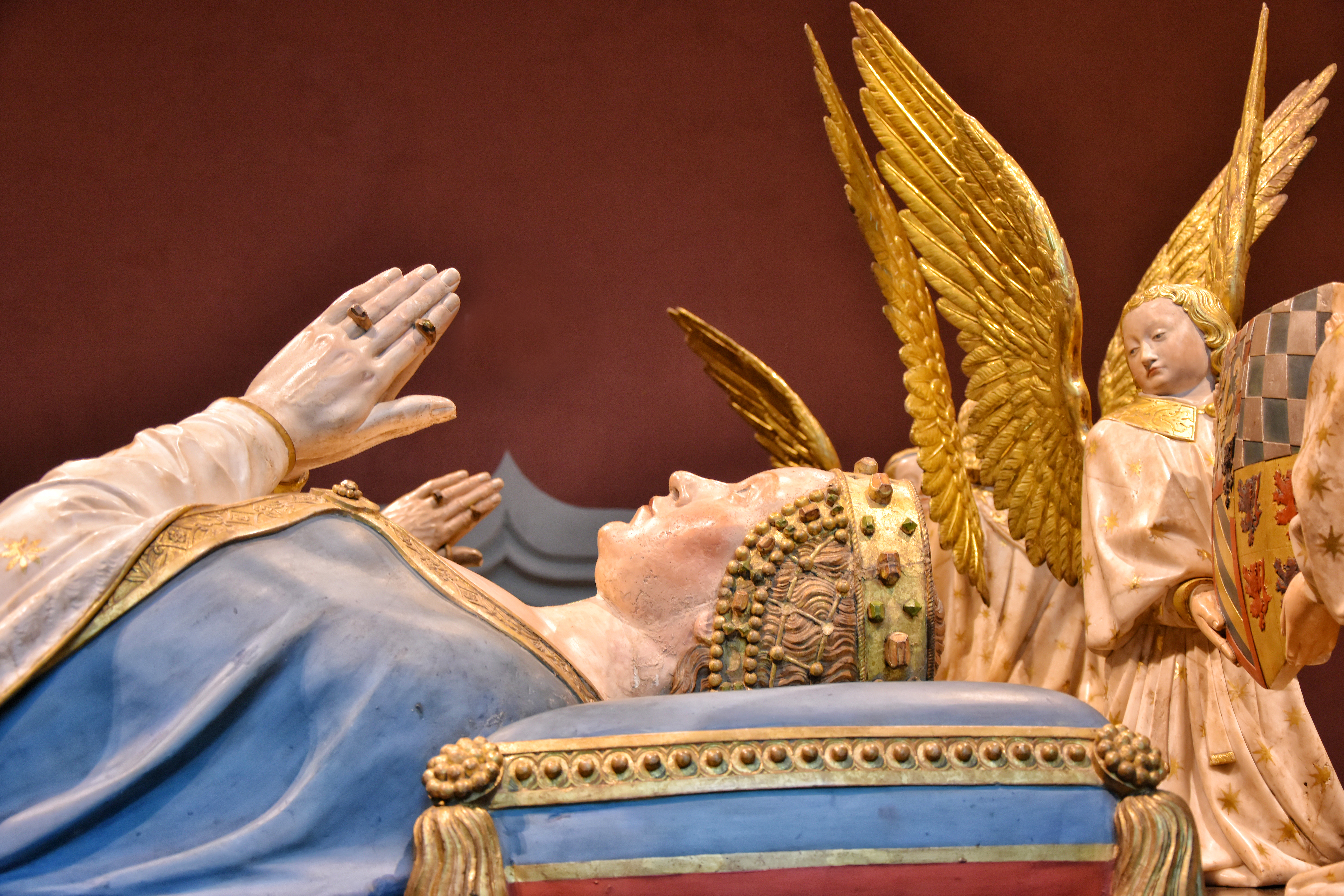
Detail van het praalgraf met Margaretha van Beieren
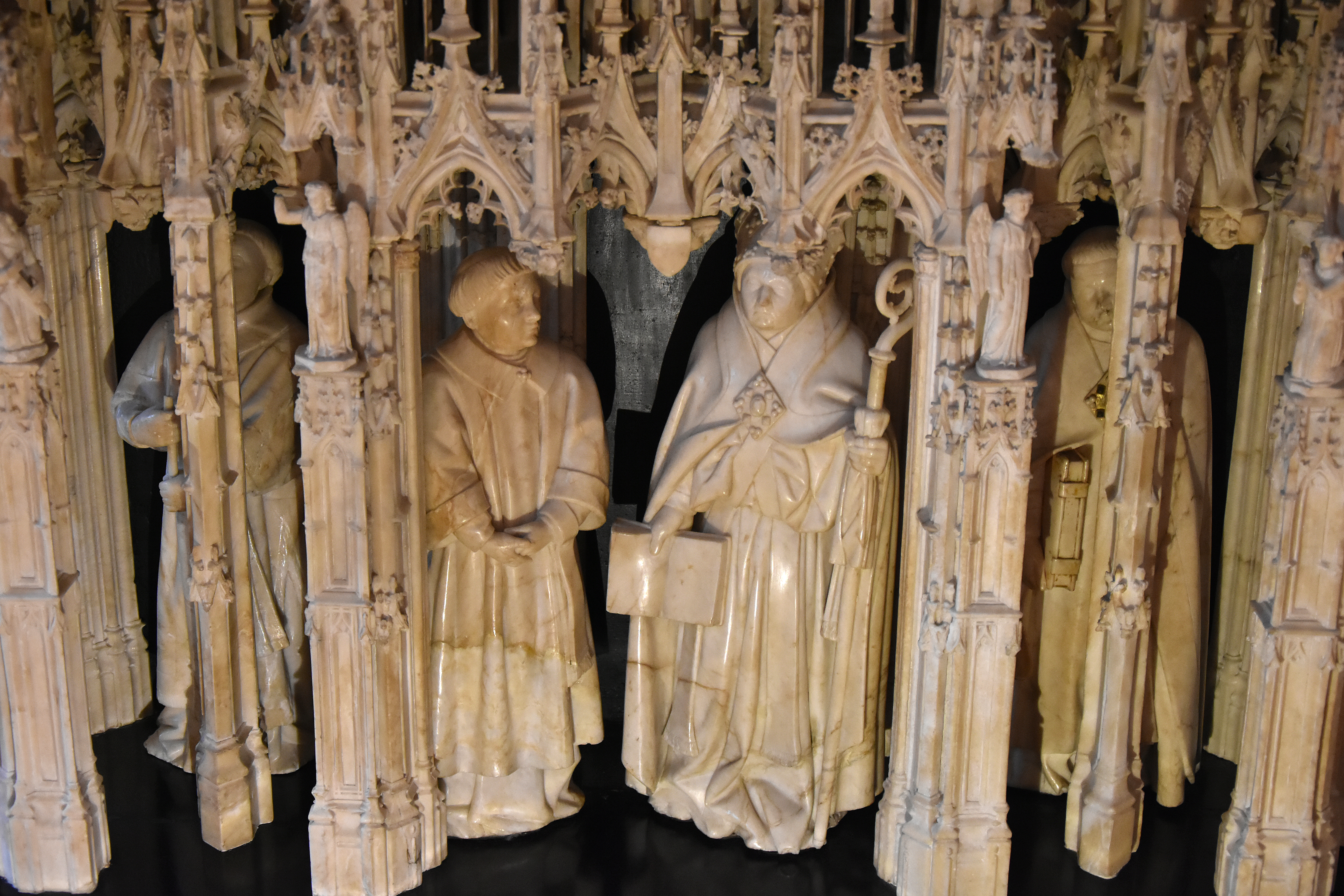
Pleuranten (beweners) van het graf van Filips de Stoute